# Khâm Thiên
Khâm Thiên là một phường thuộc quận Đống Đa, thành phố Hà Nội, Việt Nam.
Phường Khâm Thiên có diện tích 0,19 km², dân số năm 2022 là 9.753 người, mật độ dân số đạt 51.331 người/km².